# Adam Rostek
Adam Józef Rostek (ur. 3 lipca 1890 w Wojnowicach, zm. 13 maja 1937 w Żorach) – bankowiec i samorządowiec śląski, burmistrz Żor.
Mając 4 lata, wraz z bratem Antonim zamieszkał w Raciborzu u stryja, doktora medycyny i czołowego na tym terenie działacza polskiego Józefa Rostka, który zajął się ich wychowaniem. Ukończył niemiecką szkołę powszechną i gimnazjum w Raciborzu (1918). Następnie przeniósł się do Poznania gdzie rozpoczął pracę w banku (1919). Następnie był dyrektorem Banku Ludowego w Gnieźnie (1920), a potem w Gdańsku (1920–1925). Po powrocie na Śląsk był burmistrzem Żor (1925–1937). Rostkowie mieszkali w Żorach początkowo w domu urzędniczym przy ul. Pszczyńskiej, a później przeprowadzili się do mieszkania w magistracie. W 1930 roku burmistrz Rostek odstąpił pierwsze piętro Ratusza na rzecz Komunalnego Gimnazjum Koedukacyjnego im. Karola Miarki. Umieszczono tam piątą i szóstą klasę gimnazjalną. Dzieci uczyły się w Ratuszu do 1937 roku, kiedy przeniosły się do nowo wybudowanego gmachu. W czasie jego urzędowania w Żorach powstało wiele instytucji, które przyczyniły się do rozwoju miasta, wybudowano m.in. gmach wspomnianego gimnazjum, a także przebudowano sieć wodociągową i kanalizacyjną. Był również prezesem jednostki Ochotniczej Straży Pożarnej w Żorach. Zaangażowany był również w utrzymanie zakładu sióstr boromeuszek i Szpitala Miejskiego. Zmarł po długiej chorobie.
Pochowany na nowym cmentarzu przy ul. Nowej w Żorach.

## Życie prywatne
Syn chłopa Stefana i Weroniki z domu Kotula. W 1919 ożenił się z Marią Gałecką. Mieli dzieci: Franciszkę (ur. 1920), Jerzego (ur. 1925) i Mariana (ur. 1930).